# Neomirandea tenuipes
Neomirandea tenuipes là một loài thực vật có hoa trong họ Cúc. Loài này được R.M.King & H.Rob. mô tả khoa học đầu tiên năm 1985.